# Sibusiso Zuma
Sibusiso Zuma (ur. 23 czerwca 1975 w Durbanie) – południowoafrykański piłkarz grający na pozycji pomocnika, ponad 50-krotny reprezentant swojego kraju.
Zaczynał karierę w południowoafrykańskim klubie Mighty Pa. Następnie grał w jeszcze dwóch drużynach z tego kraju, African Wanderers FC i Orlando Pirates, po czym przeniósł się do duńskiego FC København, w barwach którego zdobył mistrzostwo kraju. W lipcu 2005 roku odszedł z Kopenhagi do Arminii Bielefeld. Po zakończeniu sezonu 2007/2008 powrócił do ojczyzny, podpisując kontrakt z Mamelodi Sundowns. W 2009 roku został zawodnikiem FC Nordsjælland. Następnie grał w Vasco da Gama, a w 2011 roku został zawodnikiem Supersport United. W 2014 zakończył w nim swoja karierę.
Z reprezentacją RPA wystąpił w Mistrzostwach Świata w Piłce Nożnej 2002 i Pucharze Narodów Afryki 2006, gdzie był kapitanem swojej drużyny. Rozegrał w niej 66 meczów i strzelił 13 goli.